# Gerhard Schulz (équitation)
Pour les articles homonymes, voir Gerhard Schulz et Schulz.
Gerhard Schulz (né le 1er juin 1931 à Hartensdorf, mort le 2 octobre 2008) est un cavalier allemand de concours complet.

## Biographie
Après son entrée dans la Volkspolizei, il trouve un arrangement pour être des troupes frontalières et du SC Dynamo Hoppegarten.
Le cavalier parvient à plusieurs reprises en finale du championnat de RDA de saut d'obstacles. Il gagne cependant son premier titre de champion en concours complet. Il se qualifie au sein de l'équipe allemande unifiée pour les Jeux olympiques d'été de 1960 et de 1964. En 1960, il est le meilleur Allemand avec la 14e place de l'épreuve individuelle. En 1964, il remporte la médaille de bronze par équipe et termine 20e de l'épreuve individuelle. En 1963 et 1964, il remporte ses troisième et quatrième titres nationaux.
Après la dissolution du SC Dynamo Hoppegarten, il entre au LPG de Berlin-Wartenberg, où il travaille comme brigadier et instructeur de la section d'équitation. Il mène Norbert Köpke et Wolfgang Bartelt au championnat de RDA.